# Ghindăoani
Ghindăoani település Romániában, Moldvában, Neamț megyében.

## Fekvése
Crăcăoani mellett, attól 3 km-re fekvő település.

## Története
1395-ben Zsigmond király serege itt ütközött meg Stefan Musat (1394-1399) moldvai fejedelem csapataival.
Később Ghindăoani lett a szülőfaluja Vasile Conta (1845-1882) neves filozófusnak.
A település lakossága híres szűcsiparáról is. Az innen származó hímzéssel kivarrott irhabundák máig messze földön keresettek.